# Emilie Loit
Emilie Loit es una tenista profesional nacida el 9 de junio de 1979 en Cherbourg (Francia).
La tenista francesa ha ganado varios títulos del circuito challenger y del circuito profesional WTA tanto en individuales como en dobles, donde más ha destacado.

## Títulos (19; 3+16)

### Individuales (3)
| Leyenda                    |
| Grand Slam (0)             |
| WTA Tour Championships (0) |
| Tier I (0)                 |
| WTA Tour (3)               |

| N.º | Fecha               | Torneo     | Superficie    | Oponente en la final | Resultado  |
| --- | ------------------- | ---------- | ------------- | -------------------- | ---------- |
| 1.  | 17 de abril de 2004 | Casablanca | Tierra batida | Liudmila Cervanová   | 6-2 6-2    |
| 2.  | 24 de abril de 2004 | Estoril    | Tierra batida | Iveta Benešová       | 7-5 7-6(1) |
| 3.  | 9 de marzo de 2007  | Acapulco   | Tierra batida | Flavia Pennetta      | 7-6(0) 6-4 |

### Clasificación en torneos del Grand Slam
| Torneo                 | 2008 | 2007 | 2006 | 2005 | 2004 | 2003 | 2002 | 2001 | 2000 | 1999 | 1998 | 1997 | Títulos |
| ---------------------- | ---- | ---- | ---- | ---- | ---- | ---- | ---- | ---- | ---- | ---- | ---- | ---- | ------- |
| Australian Open        | 1r   | 2r   | 2r   | 1r   | 2r   | 1r   | 1r   | 3r   | 2r   | 4r   | -    | -    | 0       |
| Roland Garros          | 3r   | 1r   | 2r   | 3r   | 2r   | 2r   | 3r   | 1r   | 3r   | 1r   | 2r   | 1r   | 0       |
| Wimbledon              | 2r   | 2r   | 1r   | 1r   | 1r   | 3r   | 2r   | 2r   | -    | 1r   | -    | -    | 0       |
| US Open                | 1r   | 1r   | 2r   | 1r   | 1r   | 3r   | 2r   | 2r   | -    | 1r   | -    | -    | 0       |
| WTA Tour Championships |      | -    | -    | -    | -    | -    | -    | -    | -    | -    | -    | -    | 0       |

### Dobles (16)
| Leyenda                    |
| Grand Slam (0)             |
| WTA Tour Championships (0) |
| Tier I (0)                 |
| WTA Tour (16)              |

| N.º | Fecha                    | Torneo       | Superficie    | Pareja               | Oponentes en la final                   | Resultado      |
| --- | ------------------------ | ------------ | ------------- | -------------------- | --------------------------------------- | -------------- |
| 1.  | 27 de noviembre de 1999  | Pattaya City | Dura          | Asa Svensson         | Evgenia Koulikovskaya Patricia Wartusch | 6-1 6-4        |
| 2.  | 22 de enero de 2000      | Hobart       | Dura          | Rita Grande          | Kim Clijsters Alicia Molik              | 6-2 2-6 6-3    |
| 3.  | 24 de febrero de 2001    | Niza         | Moqueta       | Anne-Gaelle Sidot    | Kimberly Po Nathalie Tauziat            | 1-6 6-2 6-0    |
| 4.  | 27 de abril de 2002      | Budapest     | Tierra batida | Catherine Barclay    | Elena Bovina Zsofia Gubacsi             | 4-6 6-3 6-3    |
| 5.  | 18 de enero de 2003      | Canberra     | Dura          | Tathiana Garbin      | Daja Bedanova Dinara Sáfina             | 6-3 3-6 6-4    |
| 6.  | 8 de marzo de 2003       | Acapulco     | Tierra batida | Asa Svensson         | Petra Mandula Patricia Wartusch         | 6-3 6-1        |
| 7.  | 27 de septiembre de 2003 | Shanghái     | Dura          | Nicole Pratt         | Ai Sugiyama Tamarine Tanasugarn         | 6-3 6-3        |
| 8.  | 17 de abril de 2004      | Casablanca   | Tierra batida | Marion Bartoli       | Els Callens Katarina Srebotnik          | 6-4 6-2        |
| 9.  | 17 de abril de 2005      | Rabat        | Tierra batida | Barbora Zahlavova    | Lourdes Domínguez Nuria Llagostera      | 3-6 7-6(6) 7-5 |
| 10. | 21 de mayo de 2005       | Praga        | Tierra batida | Nicole Pratt         | Jelena Kostanic Barbora Zahlavova       | 6-7(6) 6-4 6-4 |
| 11. | 20 de agosto de 2005     | Estocolmo    | Dura          | Katarina Srebotnik   | Eva Birnerova Mara Santangelo           | 6-4 6-3        |
| 12. | 6 de septiembre de 2005  | Budapest     | Tierra batida | Katarina Srebotnik   | Lourdes Domínguez Marta Marrero         | 6-1 3-6 6-2    |
| 13. | 15 de octubre de 2005    | Taskent      | Dura          | Maria Emilia Camerin | Anastasia Rodionova Galina Voskoboeva   | 6-3 6-0        |
| 14. | 5 de noviembre de 2005   | Hasselt      | Dura          | Katarina Srebotnik   | Michaella Krajicek Ágnes Szávay         | 6-3 6-4        |
| 15. | 19 de enero de 2006      | Hobart       | Dura          | Nicole Pratt         | Jill Craybas Jelena Kostanic            | 6-2 6-1        |
| 16. | 18 de febrero de 2006    | París        | Moqueta       | Kveta Peschke        | Cara Black Rennae Stubbs                | 7-6(5) 6-4     |

### Finalista en dobles (10)
- 1999: Hobart (junto a Alex Dechaume pierden ante Mariaan De Swardt y Elena Tatarkova).
- 2000: París (junto a Asa Svensson pierden ante Julie Halard y Sandrine Testud).
- 2002: Bahía (junto a Rossana Neffa pierden ante Virginia Ruano y Paola Suárez).
- 2003: Gold Coast (junto a Nathalie Dechy pierden ante Svetlana Kuznetsova y Martina Navratilova).
- 2003: Antwerp (junto a Nathalie Dechy pierden ante Kim Clijsters y Ai Sugiyama).
- 2003: Bali (junto a Nicole Pratt pierden ante Maria Vento y Angelique Widjaja).
- 2006: Auckland (junto a Barbora Zahlavova pierden ante Elena Likhovtseva y Vera Zvonareva).
- 2006: Acapulco (junto a Shinobu Asagoe pierden ante Anna-Lena Groenefeld y Meghann Shaughnessy).
- 2006: Portoroz (junto a Eva Birnerova pierden ante Lucie Hradecka y Renata Voracova).
- 2007: Acapulco (junto a Nicole Pratt pierden ante Lourdes Domínguez y Arantxa Parra).